# NGC 6160
NGC 6160 (również PGC 58199 lub UGC 10400) – galaktyka eliptyczna (E), znajdująca się w gwiazdozbiorze Herkulesa. Odkrył ją William Herschel 18 marca 1787 roku.